# Fundación Mujeres
Fundación Mujeres es una ONG española creada en Madrid en junio de 1994 que trabaja en defensa de la igualdad de oportunidades entre hombres y mujeres. En los más de 20 años de historia destacan sus campañas de sensibilización y educación en igualdad, formación y lucha contra la violencia de género apoyo a las mujeres para la su incorporación al mundo laboral y creación de microempresas, además de apoyo al desarrollo de planes de igualdad en instituciones públicas y empresas. Fundación Mujeres también ha sido pionera en la creación de redes internacionales de empresarias para intercambiar experiencias y apoyar relaciones comerciales con mujeres africanas.

## Historia
Surge en 1994 como iniciativa de un grupo de mujeres feministas desde la experiencia de la Asociación de Mujeres Jóvenes con el objetivo de trasladar a la vida cotidiana de los hombres y mujeres los avances legislativos en materia de igualdad. Su primera presidenta fue la histórica feminista y socialista Carlota Bustelo que en la actualidad es su Presidenta de Honor. En 1999 fue sustituida en la presidencia por la hasta entonces directora general de la Fundación y cofundadora de la organización Elena Valenciano quien asumió la presidencia entre los años 2000 y 2013.
En 1999 se crea el área de trabajo de prevención de la violencia de género de la fundación con Ángeles Álvarez como responsable. La fundación en el marco del proyecto europeo Mercurio desarrollo la primera campaña publicitaria realizada en España para erradicar la violencia de género dirigida a los varones.

## Estructura
La sede central de Fundación Mujeres está en Madrid y tiene abiertas delegaciones en Andalucía, Asturias, Extremadura y Galicia. Desde octubre de 2021 la presidenta de Fundación Mujeres es Elena Valenciano, quien ha sustituido a Tina Alarcón (2013-2021). La vicepresidenta y Directora desde 2001 es Marisa Soleto.

## Áreas de intervención
Empleo e Igualdad de oportunidades

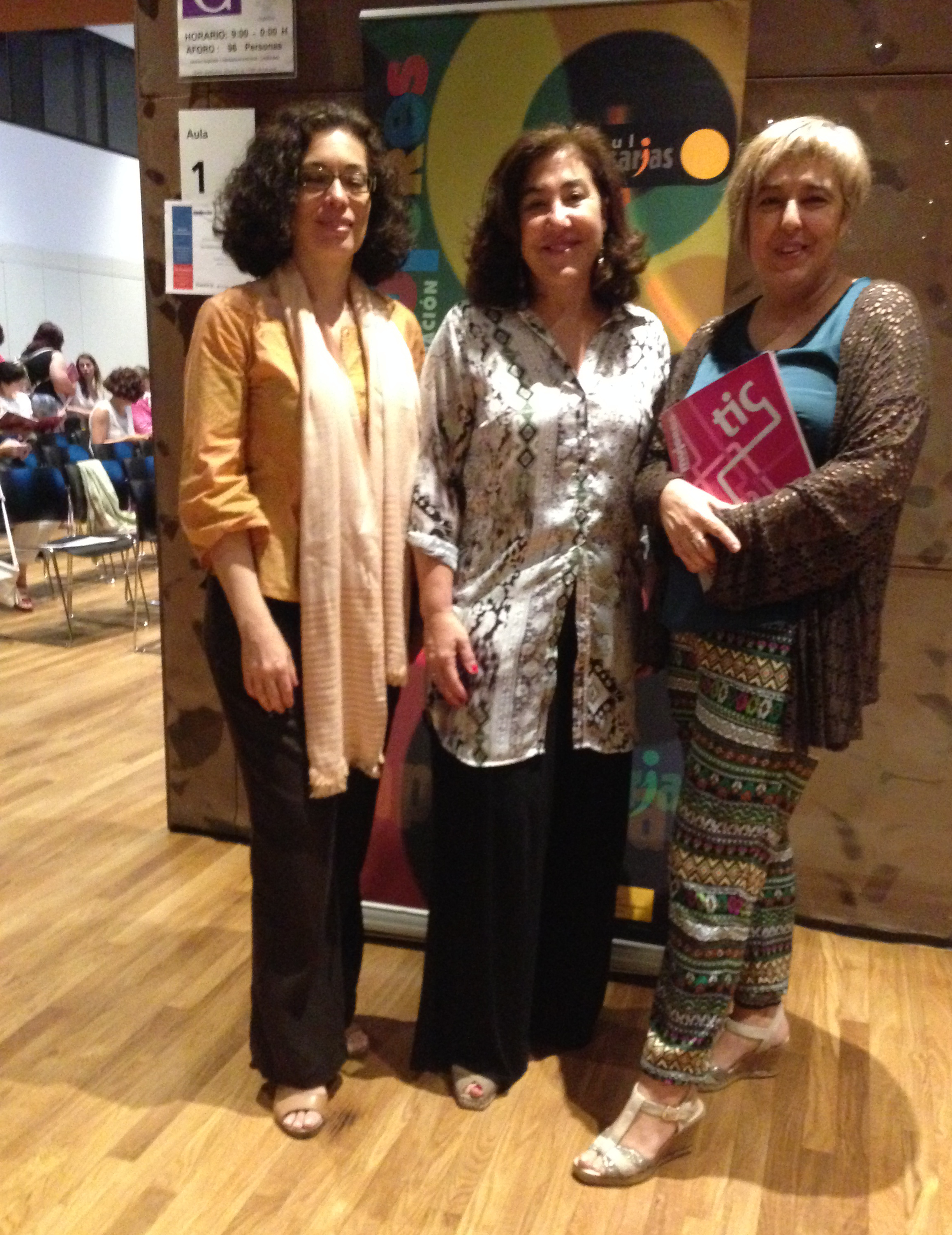
Marisa Soleto, Almudena Solo de Zaldivar (Caixabank) y Cristina García Comas en el IX Encuentro de Emprendedoras y Empresarias. Madrid, junio de 2015

Integración de la Igualdad de Oportunidades en el funcionamiento del mercado de trabajo, facilitación de la inserción laboral de las mujeres y creación de empresas.
Políticas de Igualdad y mainstreaming de género
Proyectos en diferentes ámbitos sociales, administraciones públicas, empresas y otras organizaciones de intervención social para identificar la desigualdad y buscar mecanismos que permitan superar las barreras invisibles que dificultan la plena participación como ciudadanas a las mujeres.
Prevención de la violencia de género
Acciones y programas para educar en igualdad e intervenir a través del sistema educativo para erradicar valores sexistas origen de la violencia que los hombres ejercen contra las mujeres. En esta última década la fundación ha desarrollado numerosos programas y talleres para trabajar con adolescentes en los centros escolares e institutos la violencia de género. 
Cooperación al Desarrollo
Construcción de proyectos con la prioridad de mejorar la situación de las mujeres y su acceso a los beneficios del desarrollo y el crecimiento económico. Se han desarrollado proyectos en Europa, América Latina y África.

## Campañas y Proyectos
Proyecto Mercurio iniciado en 1999 con financiación europea fue pionero en el trabajo con los varones y su toma de conciencia con el importante papel que tienen como agentes activos en la erradicación de la violencia de género.
Proyecto Detecta (1999-2004) Estudio de investigación sobre el sexismo interiorizado presente en el sistema de creencias de la juventud adolescente de ambos sexos y su implicación en la prevención de la violencia de género en el contexto de pareja.
En marzo de 2009 Fundación Mujeres y el cantante Huecco lanzaron una campaña contra la violencia machista bajo el lema Nos duele a todas. Nos duele a todos pensada para combatir la violencia de género entre adolescentes. Uno de los puntos de apoyo fue el videoclip "Se acabaron las lágrimas" en el que participaron representantes de la vida social y políticos como Juan Ramón Lucas, Pepa Bueno, Mamen Mendizábal, Iñaki Gabilondo, actores y actrices como Pilar Bardem, Juanjo Puigcorbé, Vanesa Romero o Antonia Sanjuán o escritoras como Carmen Posadas. El material se utilizó en los cursos organizados en escuelas institutos por la fundación para debatir sobre la violencia de género y cómo frenarla.
Activatenred Red social para empresas comprometidas con la igualdad, directivas, empresarias y mujeres que buscan empleo.
Cuidadanas. Web de información, orientación, acompañamiento y apoyo a la dependencia.
Educar en Igualdad Recursos educativos para la igualdad y la prevención de la violencia de género
Igualdad y empresa Elaboración de diagnósticos y Planes de Igualdad, acompañamiento especializado, elaboración de indicadores de igualdad en la gestión de recursos humanos, etc.
Gestionando TIC Punto de acceso electrónico a contenidos y herramientas digitales disponibles en internet para apoyar la búsqueda de empleo, así como la creación y consolidación de empresas por parte de las mujeres.

## Observatorio sobre Violencia de Género
El Observatorio surge en 2005 y recopila noticias, opiniones e informes publicados a través de medios de comunicación y fuentes oficiales e institucionales relacionadas con la violencia de género.

### Denuncias por la publicidad sexista
A través del Observatorio contra la Violencia de Género la fundación realiza un seguimiento de contenidos en los medios y ha sido parte activa en la denuncia de mensajes sexistas considerados origen de la violencia contra las mujeres.
En agosto de 2013 Fundación Mujeres logró la retirada de la campaña publicitaria de Loterías del Estado para el Sorteo Extraordinario del Turista denunciada por su lema: "1 de cada 3 quiere tocarte. Déjate"  por atentar contra la dignidad de las mujeres y la igualdad de oportunidades.

## Fondo de Becas Fiscal Soledad Cazorla Prieto
La Fundación Mujeres impulsa junto a la familia de la fiscal Soledad Cazorla (1955-2015) el Fondo de Becas Fiscal Soledad Cazorla Prieto. 
Se presentó el 19 de febrero de 2016 fecha en la que la fiscal hubiera cumplido 61 años. Se trata de un fondo de ayudas para el desarrollo personal, apoyo educativo y reparación del daño para niñas y niños que han perdido a su madre a causa de la violencia de género. 
El Fondo se constituyó con una primera donación de la familia de Soledad Cazorla de 125.000 euros efectivos en los próximos 5 años.